# الانتخابات الرئاسية الكورية الجنوبية 2002
الانتخابات الرئاسية الكورية الجنوبية 2002 هي انتخابات رئاسية ‏ جرت في 19 ديسمبر 2002، في كوريا الجنوبية، لانتخاب رئيس كوريا الجنوبية.
فاز بالانتخابات روه مو هيون، وحصل على 12,014,277 صوتاً، وقد بلغت عدد الإصوات المقبولة في الانتخابات 24,784,963 صوتاً.

## المرشحين
| المرشح           | الحزب | عدد الأصوات | عدد المقاعد |
| ---------------- | ----- | ----------- | ----------- |
| روه مو هيون      |       | 12,014,277  |             |
| Lee Hoi-chang ‏   |       | 11,443,297  |             |
| Kwon Young-ghil ‏ |       | 957,148     |             |
| Lee Han-dong ‏    |       | 74,027      |             |
| Kim Gil-soo ‏     |       | 51,104      |             |
| Kim Yeong-Gyu ‏   |       | 22,063      |             |